# Nottjärnen (Grangärde socken, Dalarna)
Nottjärnen är en sjö i Ludvika kommun i Dalarna och ingår i Norrströms huvudavrinningsområde.